# Diago Quinn
Diago Quinn (Nueva York, 14 de junio de 1996) es un jugador de baloncesto estadounidense que actualmente forma parte de la plantilla del Huracanes, de la Liga Nacional de Baloncesto de la República Dominicana.

## Carrera deportiva
Es un jugador formado durante cuatro temporadas en los Monmouth Hawks, donde alcanzó unos promedios en su último año con 10 puntos y 6 rebotes en 22 minutos de juego.
En septiembre de 2019, llega a España para completar la plantilla del Club Baloncesto Peixefresco Marín en su regreso a la Liga LEB Oro.